# 芭綺巧克力

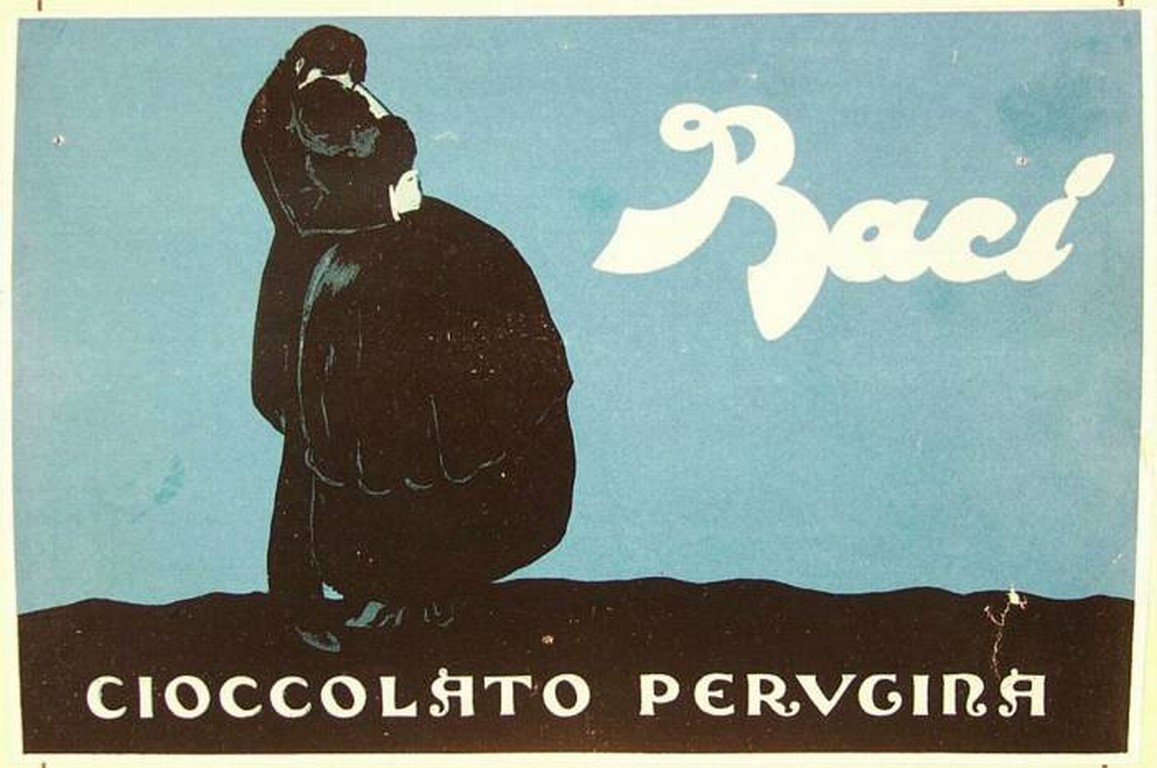
1923年包裝

芭綺巧克力 (意大利語：Baci，意爲吻) 是原產自意大利佩鲁贾的巧克力，里面填满了gianduia、切碎的榛子，外面覆盖着巧克力。它是由佩鲁贾巧克力工廠生產的 (意大利語：Perugina)。
糖果的展示和包装是1920年代佩鲁吉娜艺术总监Federico Seneca的作品，他对弗朗西斯科·哈耶兹画作《吻》进行了重新设计，创造了典型的蓝色盒子，上面印有两个恋人的形象。每枚巧克力中包有愛情預言的字條。